# Wie is de Chef?
Wie is de Chef? was een dagelijks Nederlands televisieprogramma waarin een professionele chef-kok en drie amateurs voor elkaar kookten. De amateurkoks moesten er achter zien te komen wie de professionele chef-kok was. De chef-kok probeerde dit te verhullen en de amateurkoks probeerden de anderen ervan te overtuigen dat zij de chef-kok waren. Van maandag tot en met donderdag kookten de kandidaten om beurten voor de rest van de deelnemers, die bij de 'chef' van die dag thuis werden uitgenodigd. Op vrijdag stemden de deelnemers dan op de persoon die volgens hen de chef-kok was. Seizoen 1 werd gepresenteerd door Martijn Krabbé. Alle andere seizoenen werden gepresenteerd door Rick Brandsteder.

## Format
In het eerste seizoen werd aan de kijker nog bij aanvang getoond wie de professionele chef-kok was en werd er gekeken naar hoe die deelnemer zijn ware identiteit probeerde te verhullen. Vanaf het tweede seizoen was echter bij de kijker niet meer van tevoren bekend wie de professionele chef-kok was. In alle seizoenen vormde het diner op vrijdag de ontknoping. Hierbij nam de presentator aan de hand van beeldfragmenten met de kandidaten de week door. Nadat de kandidaten hun stem hadden uitgebracht op degene die volgens hen de professional was, volgde de onthulling van het hoofdgerecht. Dit hoofdgerecht was afkomstig uit het menu dat de ware chef-kok eerder die week voor de andere kandidaten had klaargemaakt. Voor de deelnemers die de ware chef-kok hadden aangewezen, was er een prijs in de vorm van een dinercheque. Ook de professional bracht een stem uit: degene die deze stem kreeg, mocht een dag meedraaien in het restaurant van de ware chef-kok en een paar vrienden uitnodigen voor een diner.